# Condylostylus nimbatinervis
Condylostylus nimbatinervis är en tvåvingeart som beskrevs av Octave Parent 1932. Condylostylus nimbatinervis ingår i släktet Condylostylus och familjen styltflugor. Inga underarter finns listade i Catalogue of Life.